# エラスムス・ヴィトマン

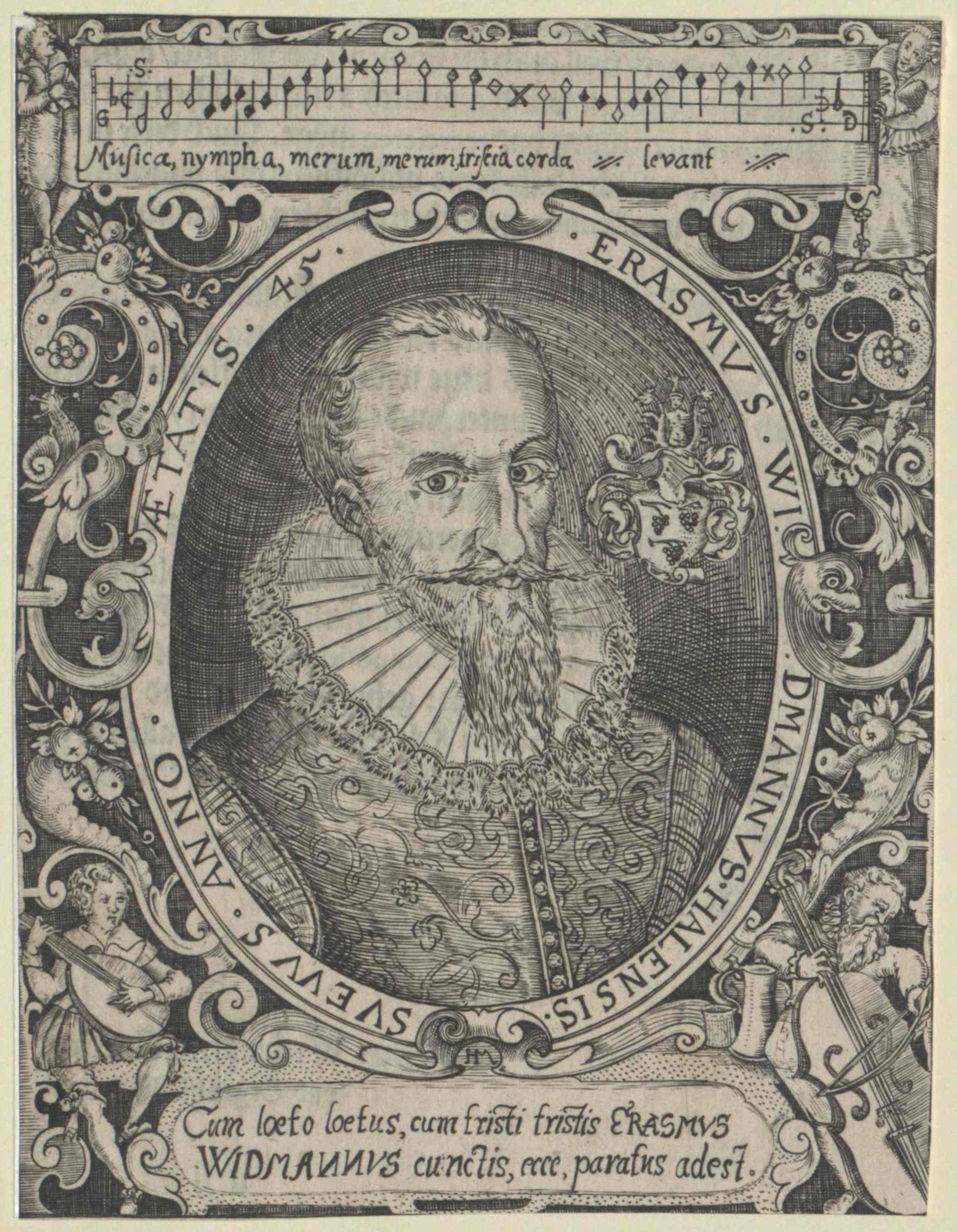
エラスムス・ヴィトマン

エラスムス・ヴィトマン（Erasmus Widmann, 1572年9月15日 - 1634年10月31日）は、ドイツの作曲家、オルガニスト。

## 生涯
シュヴェービッシュ・ハル出身。郷里で音楽教育を受けた後、1589年にテュービンゲン大学で学び、1590年に卒業した。卒業後の1591年から1594年までテュービンゲンに留まり、音楽の研究に専心した。1595年にアイゼンエルツのオルガニストとなり、1596年にはグラーツのオルガニストとなった。しかし1599年に対抗宗教改革のためグラーツを離れることを余儀なくされ、シュヴェービッシュ・ハルの教会のカントルとなった。1602年からヴァイカースハイムのホーエンローエ伯の宮廷にオルガニストとして採用され、1607年には楽長に就任した。1613年からローテンブルク・オプ・デア・タウバーの教会のカントルとなり、死去するまで務めた。

## 作品
多作家で『音楽の気晴らし』（1611）、『音楽の徳の鏡』（1613）、『ドイツ語とラテン語の宗教的モテット集』（1619）、『新しい音楽の気晴らし』（1624）などの声楽曲・器楽曲がある。

## 文献
- Ludwig Fränkel (1897). "Widman(n)". Allgemeine Deutsche Biographie (ドイツ語). Vol. 42. Leipzig: Duncker & Humblot. pp. 344–352. (Familienartikel, darin S. 346 über Erasmus Widmann)
- Ludwig Fränkel (1898). "Widman(n)". Allgemeine Deutsche Biographie (ドイツ語). Vol. 44. Leipzig: Duncker & Humblot. pp. 574–575. (Ergänzungen)